# Route Charlemagne (Aachen)

Logo der Route Charlemagne

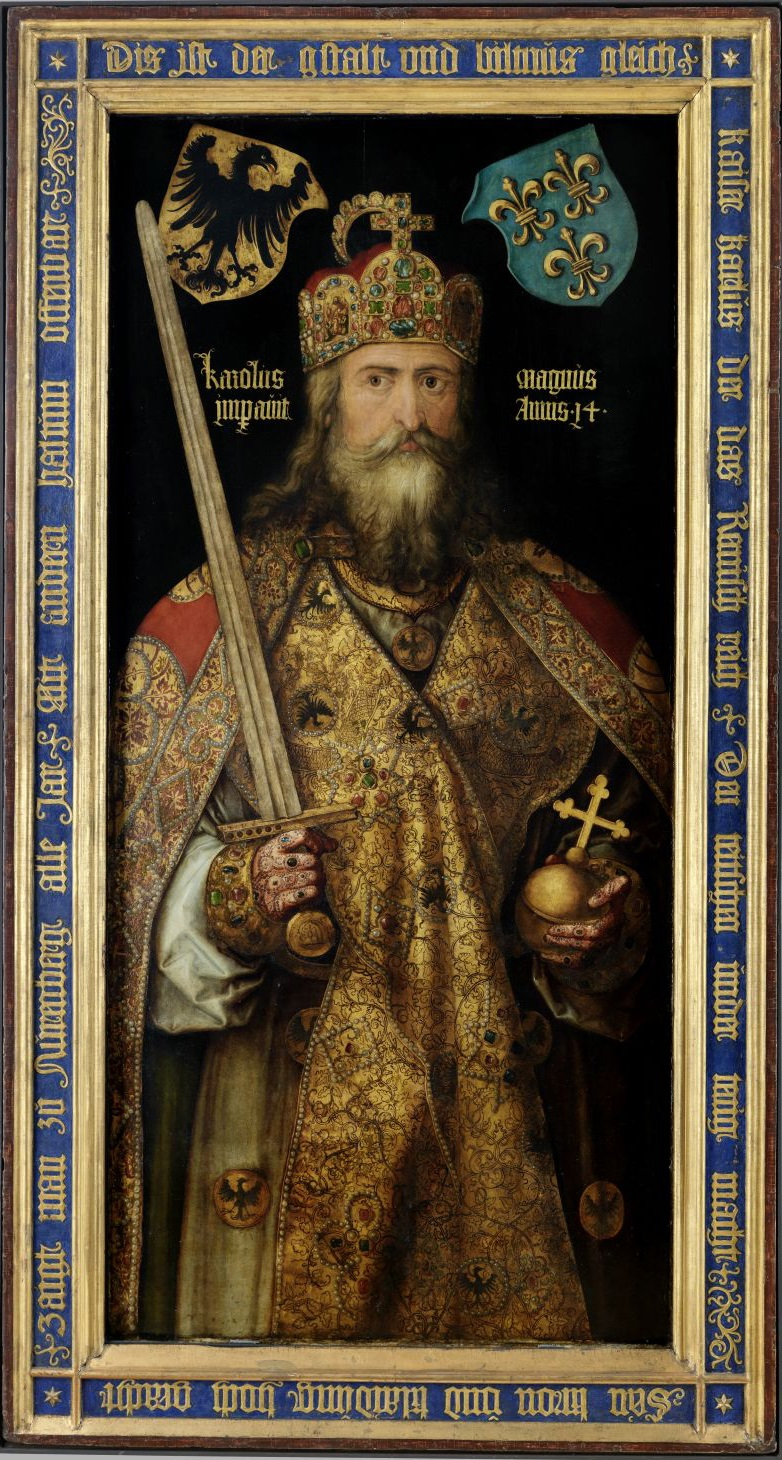
Idealbild Karls des Großen von Albrecht Dürer, um 1511–1513.

Die Route Charlemagne (deutsch: Straße Karls des Großen) ist eine Kultur-Route durch die Stadt Aachen (französisch: Aix-la-Chapelle). Sie verknüpft einige bedeutende Bauwerke in der Aachener Altstadt, die mit Karl dem Großen oder mit seinem Wirken in Beziehung stehen und gleichzeitig auch Themen repräsentieren, die für die Geschichte der Stadt Aachen von Bedeutung sind. Das Logo ist bis auf den Namen Aachen wegen der besonderen Stellung der französischen Sprache in der Eurégion Meuse-Rhin (deutsch: Euregio Maas-Rhein) in Französisch verfasst.

## Geschichtlicher Hintergrund

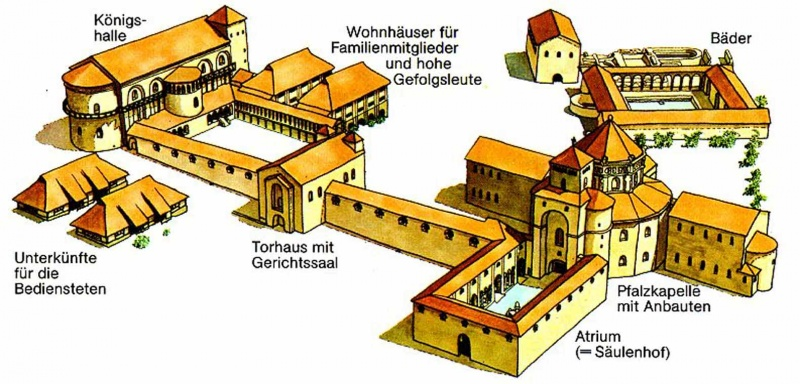
Rekonstruktionszeichnung der Aachener Königspfalz

Namensgeber der Route ist Karl der Große (* 747 oder 748, † 814), auf Französisch und Englisch Charlemagne genannt, der von 768 bis 814 König des Fränkischen Reiches war und am 25. Dezember 800 in Rom zum Kaiser gekrönt wurde. Ab 780 ließ er einen auf einem Höhenrücken liegenden Gutshof zur Aachener Königspfalz ausbauen, einer großen Anlage bestehend aus einer Königshalle mit Wohnturm, einer Pfalzkapelle mit Anbauten und einem vorgelagerten Säulenhof, einem Verbindungstrakt zwischen beiden, einem Thermenbezirk und diversen anderen Gebäuden. Die Pfalz von Aachen wurde zur Hauptresidenz Karls des Großen und zu einem Zentrum von Politik, Wissenschaft und Kultur.
Otto I. ließ sich im Jahr 936 in der Aachener Pfalz zum römisch-deutschen König krönen. Seither fand bis 1531 die Krönung der römisch-deutschen Könige in Aachen statt. Aus der Siedlung, die sich um die Pfalz herum entwickelte, entstand im 12. bis 14. Jahrhundert die Aachener Altstadt mit ihrem inneren und äußeren Stadtkern, die jeweils von einer eigenen Stadtmauer umgeben waren. Auch heute noch bildet der ehemalige Pfalzbezirk mit dem auf den Grundmauern der ehemaligen Königshalle errichteten Rathaus, dem durch die alte Pfalzkapelle und eine daran angebaute gotische Chorhalle gebildeten Dom und dem dazwischen liegenden Katschhof den Mittelpunkt der Stadt Aachen, und die von Karl dem Großen angestoßenen Entwicklungen haben Spuren in der Aachener Altstadt hinterlassen.

## Konzept

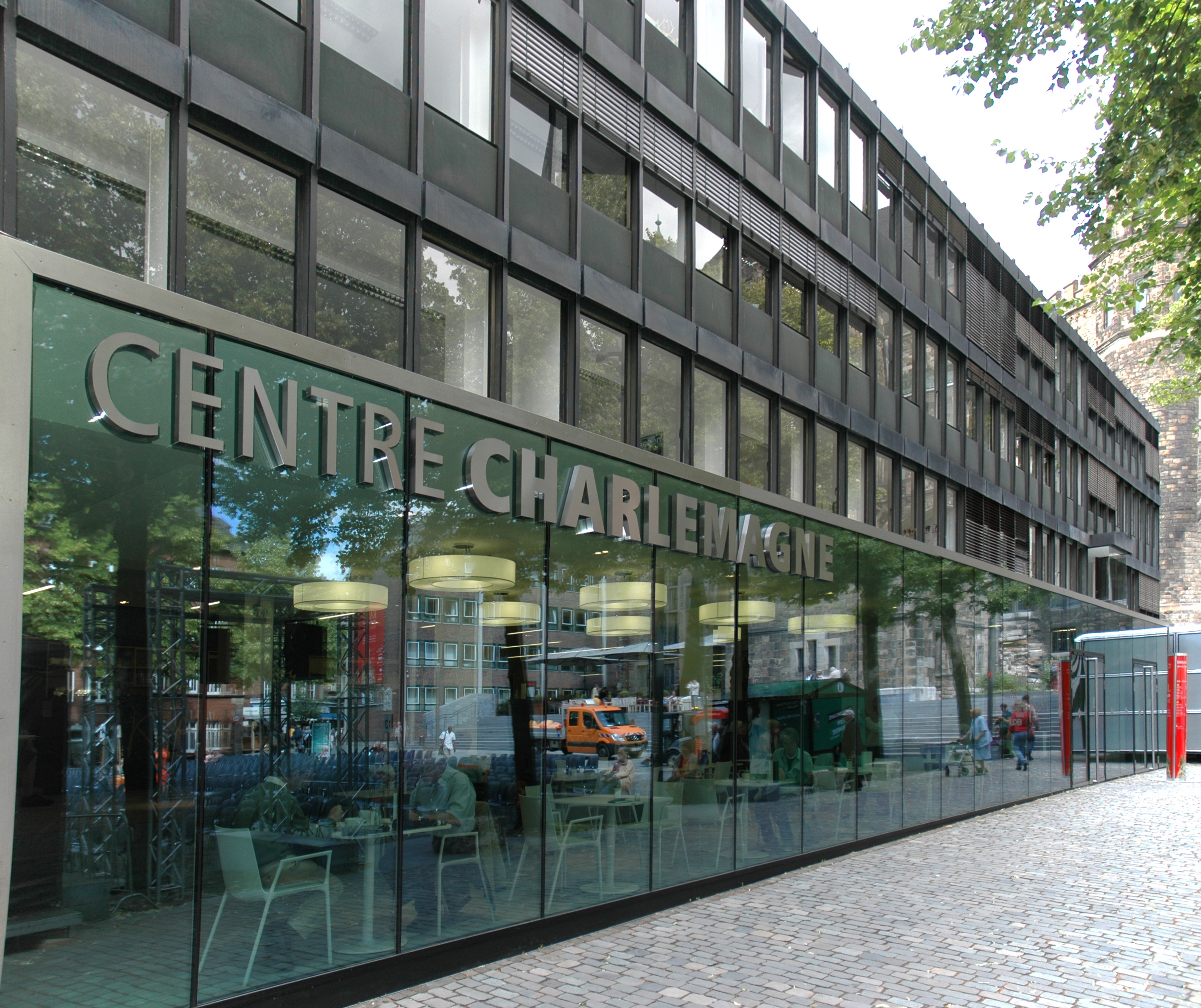
Centre Charlemagne

Die Route Charlemagne wurde 2007 als Hauptprojekt der Stadt Aachen im Rahmen des grenzübergreifenden Förderprogramms Euregionale 2008 des Landes Nordrhein-Westfalen konzipiert. Sie umfasst mehrere Einzelstationen, die in fußläufiger Entfernung voneinander liegen. Die meisten Stationen liegen innerhalb des ehemaligen inneren Mauerrings der Aachener Stadtmauer, eine knapp außerhalb. Die am weitesten voneinander entfernten Stationen Elisenbrunnen und SuperC liegen gerade einmal einen Kilometer auseinander. Als erste Stationen wurden 2009 das Aachener Rathaus und eine Infostelle im Haus Löwenstein eröffnet.
Der Auswahl der Stationen liegt ein kulturpädagogisches Konzept zugrunde. Die einzelnen Stationen sollen nicht nur als Einzelobjekte wahrgenommen werden, die jeweils eine eigene Architektur, Geschichte und Bedeutung haben, sondern sie stehen darüber hinaus jeweils stellvertretend für einen Aspekt, der im Wirken Karls des Großen in Aachen grundgelegt ist und der für die Geschichte der Stadt Aachen von besonderer Bedeutung war oder ist.
Damit stellt die Route Charlemagne eine Art dezentrales Stadtmuseum dar. Für die Stationen, für deren Besichtigung Eintritt erhoben wird, gibt es eine gemeinsame „Kombikarte Route Charlemagne“. Sie umfasst die Stationen Rathaus, Centre Charlemagne, Couven-Museum und Internationales Zeitungsmuseum sowie seit 2017 unter dem Namen „Six for Six“ (sechs Museen – sechs Monate) auch das Suermondt-Ludwig-Museum und das Ludwig Forum. Die neben dem Dom liegende Domschatzkammer ist darin jedoch nicht eingeschlossen. Dom, SuperC und Elisenbrunnen mit Elisengarten sind frei zugänglich. Das Grashaus ist nur für bestimmte Projekte oder im Rahmen von Führungen zugänglich.
Zielgruppen der Route sind zum einen die Einwohner Aachens und der Umgebung (Städteregion, Euregio), zum anderen Einzeltouristen und Reisegruppen und schließlich auch Kitas, Schulklassen usw.
Ausgangspunkt und zentrale Anlauf- und Infostelle der Route Charlemagne ist das zum Karlsjahr 2014 in einem umgebauten Verwaltungsgebäude am Katschhof eröffnete Centre Charlemagne, das auch das Heimat- und Geschichtsmuseum der Stadt Aachen sowie Ausstellungsräume für Wechselausstellungen enthält.

## Bestehende Stationen

### Centre Charlemagne

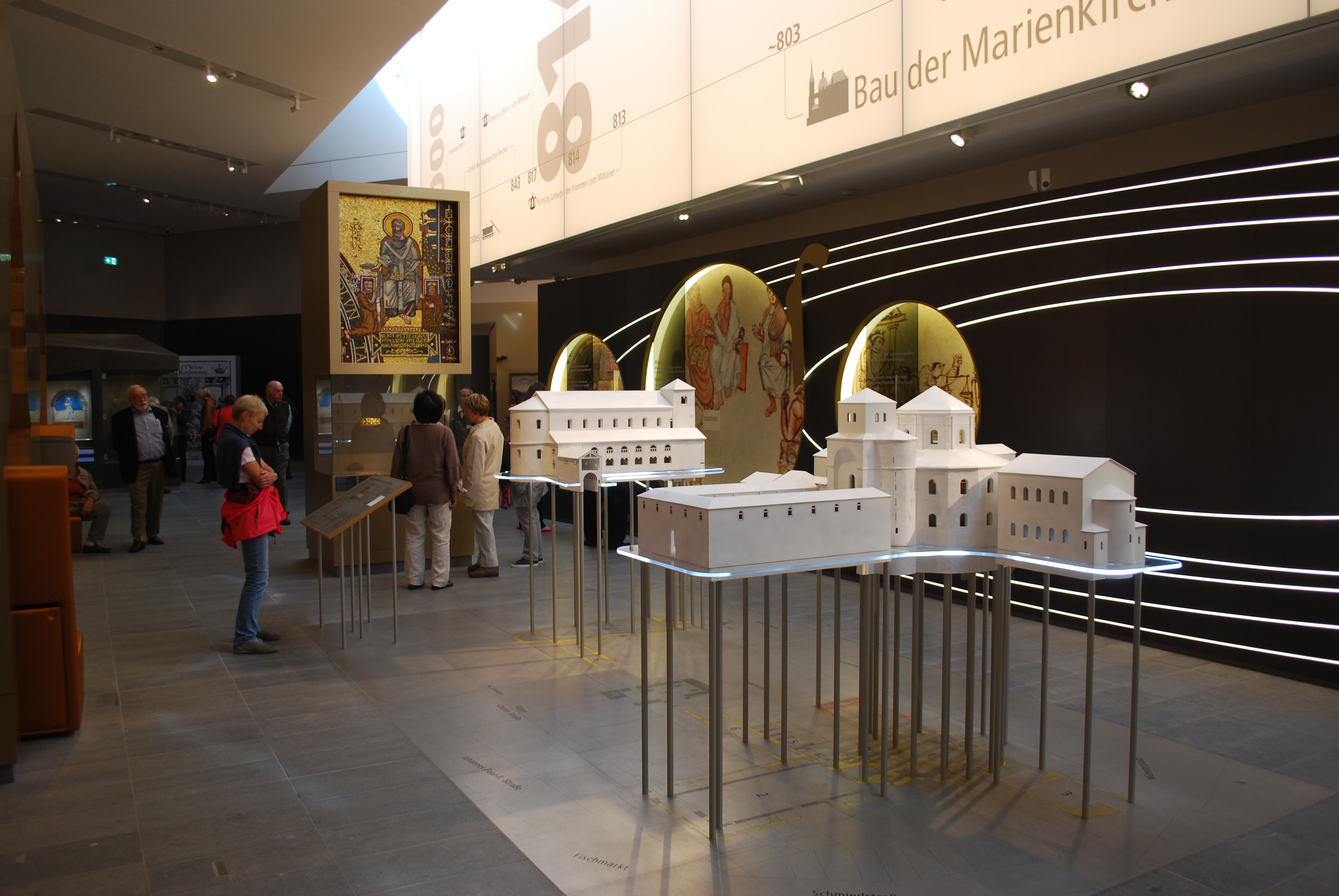
Museumsbereich des Centre Charlemagne

Der Museumsbereich des Centre Charlemagne (Lage) steht als Station der Route Charlemagne unter dem Thema „Geschichte“.
Die Geschichte der Stadt Aachen ist eng mit Karl dem Großen verknüpft. Mit der Errichtung seiner Königspfalz legte er den Grundstein für die Entwicklung der Stadt. Otto I knüpfte mit seiner Krönung 936 in der Aachener Pfalz bewusst an die Reichsidee Karls des Großen an und begründete damit die bis 1531 fortgeführte Tradition der Krönung der römisch-deutschen Könige in Aachen. Pfalzkapelle und Königshalle wurden zu Dom und Rathaus der Stadt.
Das Geschichtsmuseum im Centre Charlemagne hat einen dreieckigen Grundriss, was darauf Bezug nimmt, dass durch die Ostung der Königspfalz Karls des Großen im Gegensatz den früher angelegten, dem natürlichen Geländeverlauf folgenden römischen Straßen im Stadtkern mehrere dreieckige Plätze entstanden. Die Dauerausstellung setzt die Geschichte und das Wirken Karls des Großen mit der Stadtgeschichte in Beziehung.

### Rathaus

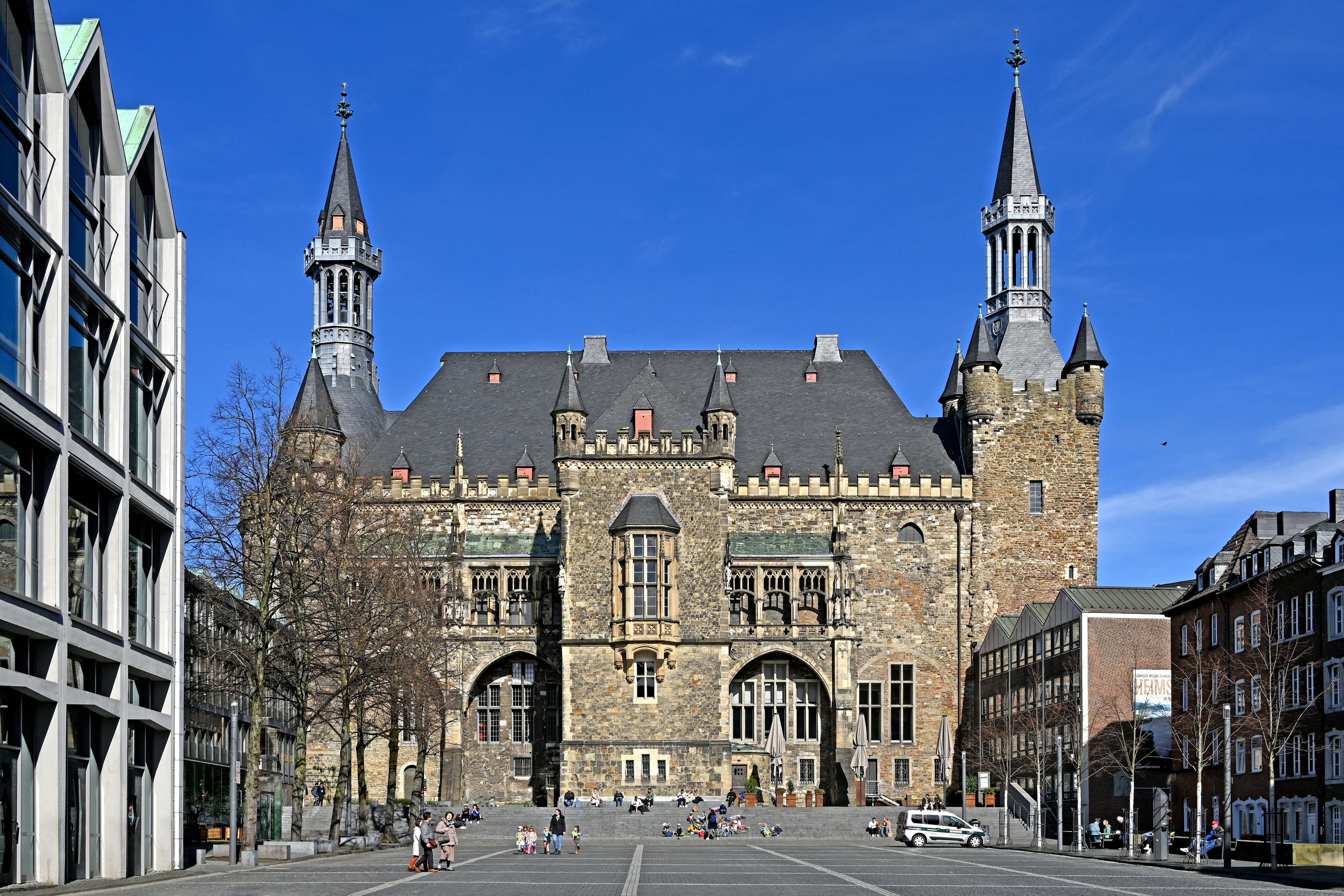
Rathaus von Süden

Das Aachener Rathaus (Lage) steht als Station der Route Charlemagne unter dem Thema „Macht“.
Karl der Große war einer der mächtigsten Herrscher seiner Zeit. Unter ihm gelangte das Frankenreich zu seiner größten Ausdehnung und Machtentfaltung. Höhepunkt der Herrschaft Karls war seine Krönung zum Kaiser in Rom.
Als Hauptresidenz Karls des Großen war die Königshalle der Aachener Pfalz Zentrum seiner Machtausübung. Seit 936 diente sie auch als Festsaal für die Krönungsfestmähler der römisch-deutschen Könige. Auf den Ruinen der alten Königshalle wurde in der ersten Hälfte des 14. Jahrhunderts das heutige Rathaus im Stil der Gotik errichtet. Es repräsentierte einerseits die Macht der Stadtregierung der seit 1166 reichsunmittelbaren Stadt und andererseits durch den Krönungssaal im Obergeschoss, in dem weiter die Krönungsfeierlichkeiten stattfanden, auch die Macht der römisch-deutschen Könige. 1748 wurde hier der Friedensvertrag von Aachen unterzeichnet, mit dem der Österreichische Erbfolgekrieg beendet wurde.
Seit der Eröffnung des Rathauses als erster Station der Route Charlemagne 2009 sind bis auf den noch von der ursprünglichen Königshalle stammenden Granusturm und die Amtsräume des Oberbürgermeisters alle historischen Räume des Rathauses zugänglich. Eine Dauerausstellung erläutert die Geschichte des Hauses, eine Computersimulation zeigt die Entwicklung von der Königspfalz zu Dom und Rathaus. Im Krönungssaal sind Repliken der mittelalterlichen Reichskrone und weiterer Reichsinsignien ausgestellt. Hier findet jährlich die Verleihung des Internationalen Karlspreises statt. An der Rückseite des Rathauses am Katschhof befindet sich ein Karlsgarten mit einer Auswahl von Pflanzen aus Karls Capitulare de villis.

### Dom

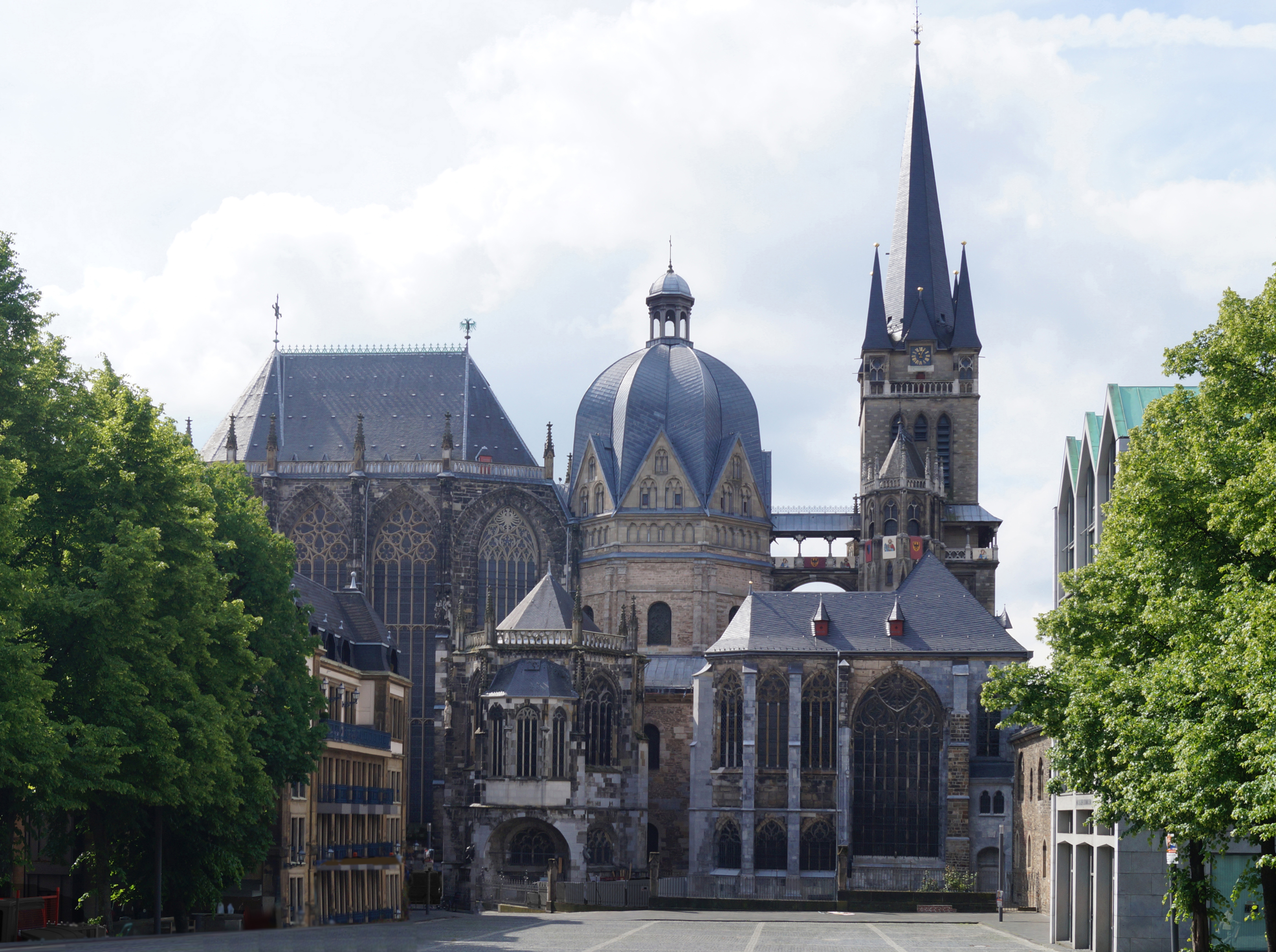
Dom von Norden

Der Aachener Dom (Lage), seit 1978 UNESCO-Welterbe, steht als Station der Route Charlemagne unter dem Thema „Religion“.
Die Religion spielte eine herausragende Rolle für Karls Herrschaft. Er vereinheitlichte die Liturgie, förderte Klostergründungen, richtete Bistümer ein und ließ regelmäßig Synoden abhalten, an denen er selber teilnahm. Aachen wurde zum Zentrum der Kirchenpolitik Karls, auch wenn sich dort kein Bischofssitz befand.
Kirchlicher Mittelpunkt Aachens war die durch Karl initiierte und im Stil der karolingischen Renaissance als Marienkirche errichtete Pfalzkapelle mit ihrem Oktogon und dem Westwerk. Sie bildet das Kernstück des heutigen Doms. Die im Osten angebaute gotische Chorhalle wurde zu Karls 600. Todestag im Jahr 1414 eingeweiht.
Karl stattete die Kirche mit bedeutenden Heiligtümern aus. Dadurch wurde sie zum Ziel einer seit 1349 alle sieben Jahre stattfindenden Heiligtumsfahrt. Die von Alkuin begründete Choralschola der Marienkirche entwickelte sich zu einer mittelalterlichen Singschule, in deren Tradition die Aachener Domsingschule steht. Die Krönungen der römisch-deutschen Könige in der Marienkirche unterstrich den sakralen Aspekt des Königtums. Die Erhebung Aachens zum Bistum stärkte die religiöse Bedeutung des Dom weiter. Der Kirchenschatz des Doms wird in der Domschatzkammer präsentiert, die ebenfalls Teil dieser Station auf der Route Charlemagne ist.

### Grashaus

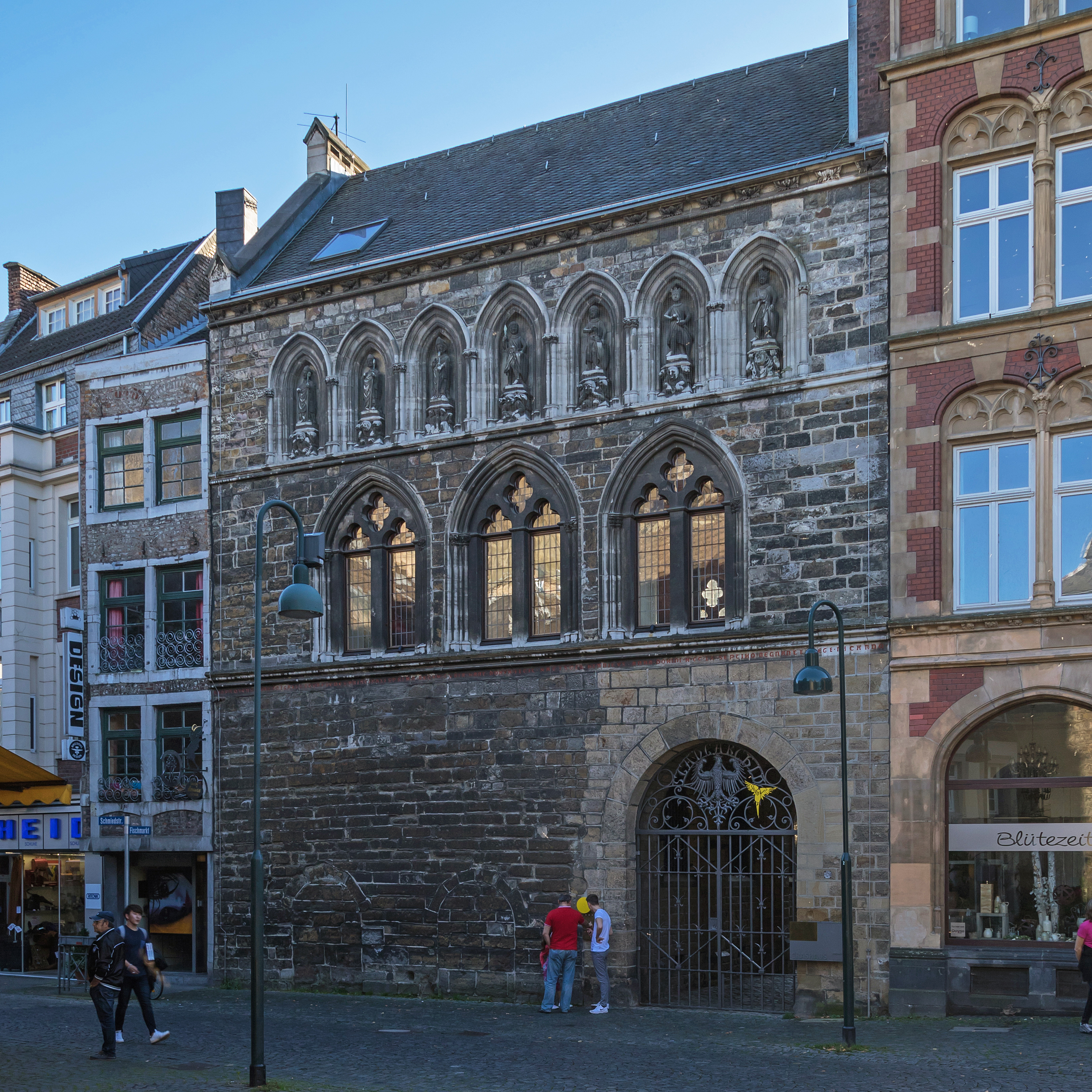
Grashaus

Das Grashaus (Lage) steht als Station der Route Charlemagne unter dem Thema „Europa“.
Das Reich Karls des Großen erstreckte sich über weite Teile des europäischen Kontinents. Mit Frankreich, Deutschland, den Beneluxländern und der Nordhälfte Italiens umfasste es im Wesentlichen die späteren Staaten, die 1957 in den Römischen Verträgen die Grundlage für die Europäischen Gemeinschaften legten, aus denen später die Europäische Union hervorging.
Das im 13. Jahrhundert am Fischmarkt erbaute Grashaus diente ab 1267 als erstes Aachener Rathaus und wurde nach dem Bau des neuen Rathauses als Gerichtsgebäude und Gefängnis genutzt. Von 1890 bis 2013 war hier das Stadtarchiv untergebracht. Anschließend wurde es als Bildungsstätte zum Thema Europa eingerichtet und dient mit einem Unterrichtsraum und einem Urkundensaal zum Selbststudium beispielsweise als außerschulischer Lernort für Schüler. Das Grashaus ist auch Sitz des Informationsbüros EUROPE DIRECT, das Europa und seine Institutionen für die allgemeine Öffentlichkeit transparenter zu machen versucht. Auch die Stiftung Internationaler Karlspreis hat hier ihren Sitz. Sei fördert ideell und materiell den Karlspreis, der seit 1950 in der Regel jährlich an Persönlichkeiten des öffentlichen Lebens verliehen wird, die sich besonders um die Einigung Europas verdient gemacht haben.

### Elisenbrunnen

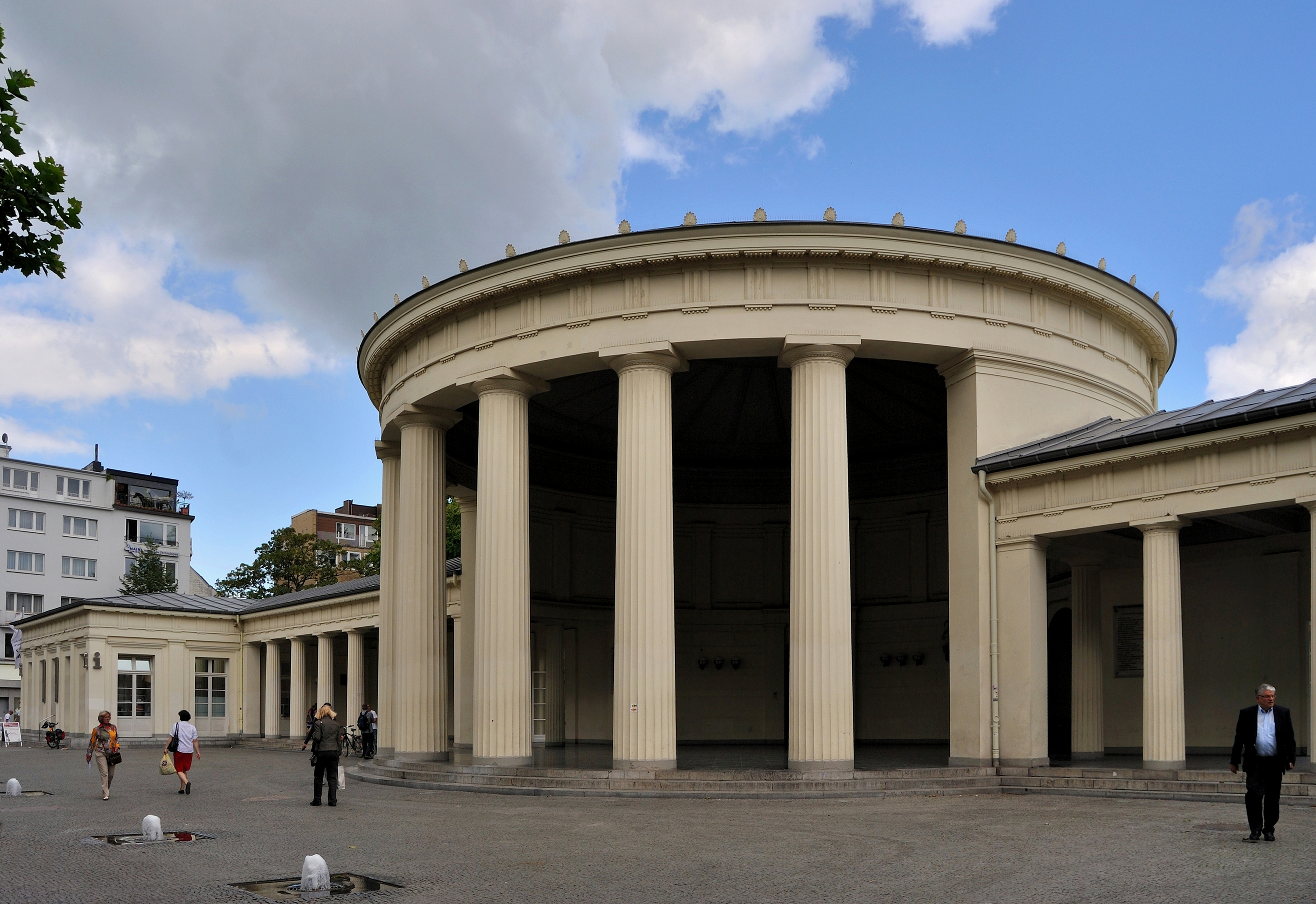
Elisenbrunnen

Der Elisenbrunnen (Lage) steht als Station der Route Charlemagne unter dem Thema „Badekultur“.
Der Sage nach soll Karl die Aachener Thermalquellen auf einem Jagdritt entdeckt haben. De facto waren die heißen Quellen Aachens schon zur Römerzeit bekannt. Karls Vater Pippin der Jüngere kam schon 765 hierher und badete in den erhaltenen Resten der römischen Thermen. Später kam auch Karl mit seinem Vater mehrmals hierher. Beim Bau seiner Pfalz errichtete Karl auch eine Thermenanlage. Mit dem Corneliusbad entstand 1486 das erste öffentliche Badehaus Aachens. Auf die Initiative von François Blondel wurde Aachen ab der zweiten Hälfte des 17. Jahrhunderts zu einem der damals modernsten Bade- und Kurorte. Berühmte Kurgäste waren unter anderem der Zar Peter der Große, Georg Friedrich Händel, König Friedrich der Große und Napoleon Bonaparte mit seiner Frau Joséphine. Auch heute noch ist Aachen ein staatlich anerkanntes Heilbad.
Der 1822 bis 1827 errichtete Elisenbrunnen am Friedrich-Wilhelm-Platz ist eine offene Wandelhalle mit zwei Trinkbrunnen, aus denen etwa 46 °C heißes schwefelhaltiges Wasser fließt, das aus der nahegelegenen Kaiserquelle hierher geleitet wird. Es ist die einzige Stelle in der Aachener Altstadt, an der das Thermalwasser öffentlich zugänglich ist. Juristisch gesehen gilt es als Arzneimittel und nicht als Trinkwasser. In dem hinter der Wandelhalle gelegenen Elisengarten wurden von 2008 bis 2009 archäologische Grabungen durchgeführt. Die Ergebnisse können durch ein Archäologisches Fenster betrachtet werden.

### Couven-Museum

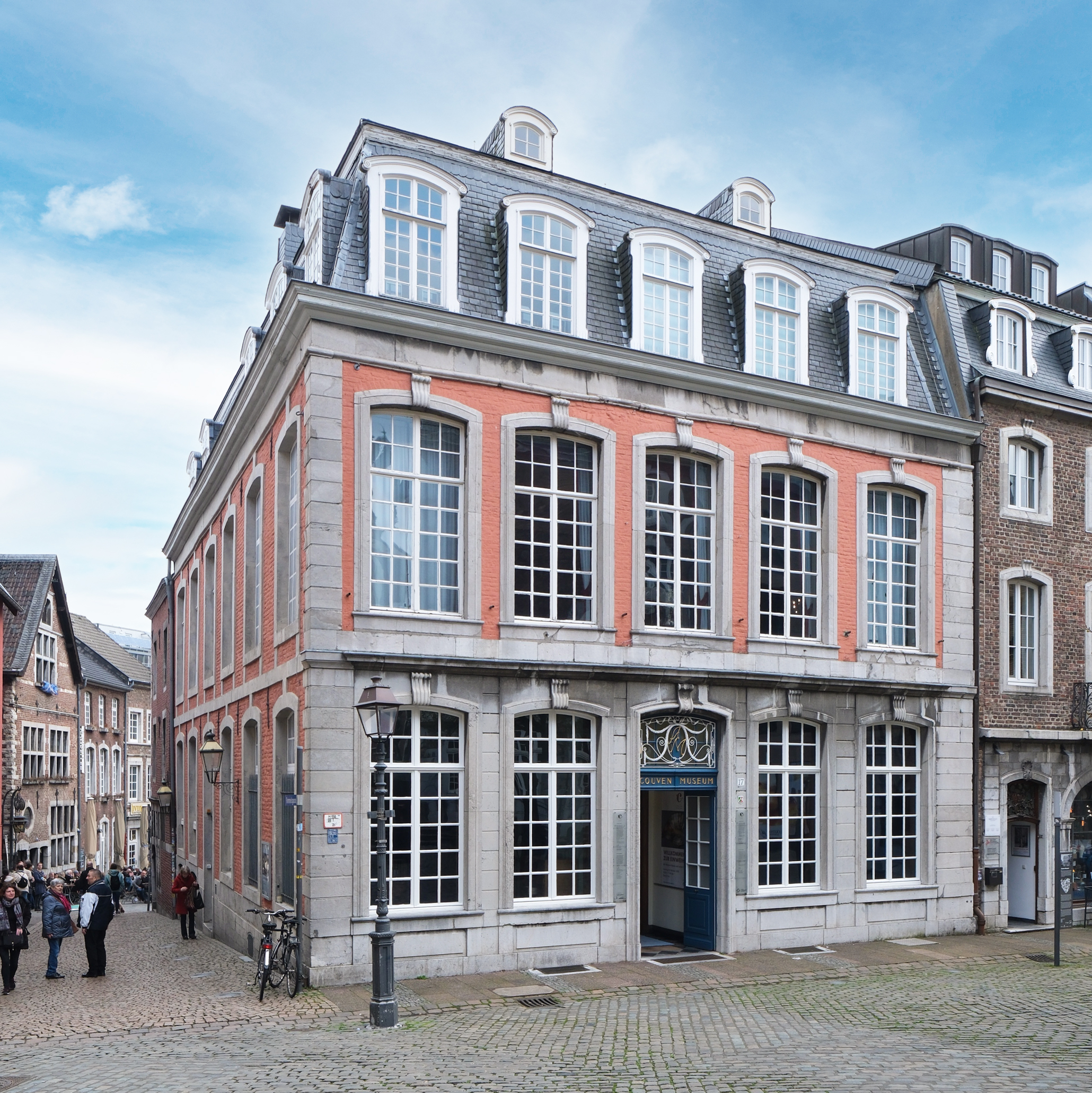
Couven-Museum

Das Couven-Museum im Haus Monheim (Lage) steht als Station der Route Charlemagne unter dem Thema „Lebenskultur“.
Mit der nach dem 1656 ausgebrochenen Stadtbrand von Aachen einsetzenden Entwicklung Aachens zum Bade- und Kurort stieg der Lebensstandard der führenden Schichten der Stadt. Das zeigte sich unter anderem in den repräsentativ gestalteten Barockfassaden der Häuser und in deren Einrichtung, für die sich im 18. Jahrhundert ein eigener Möbelstil entwickelte, sowie in dem aufkommenden Gebrauch von Porzellan oder in dem Genuss von Kaffee, Kakao oder Schokolade.
Das später Haus Monheim genannte Haus wurde 1663 am Hühnermarkt als Apotheke errichtet. Der Apotheker Andreas Monheim ließ es 1786 von dem Aachener Baumeister Jakob Couven in ein repräsentatives Wohnhaus im Rokokostil umbauen. Seit 1958 beherbergt es das Couven-Museum, das die bürgerliche Wohnkultur des 18. und frühen 19. Jahrhunderts aus Aachen und Umgebung zeigt. Dabei ist jeder Raum mit Möbeln einer bestimmten Stilepoche vom Régence bis zum Biedermeier eingerichtet. Entsprechend der Geschichte des Hauses ist ein Raum als historische Apotheke eingerichtet. Ein weiterer Raum zeigt eine historische Küche.

### Zeitungsmuseum

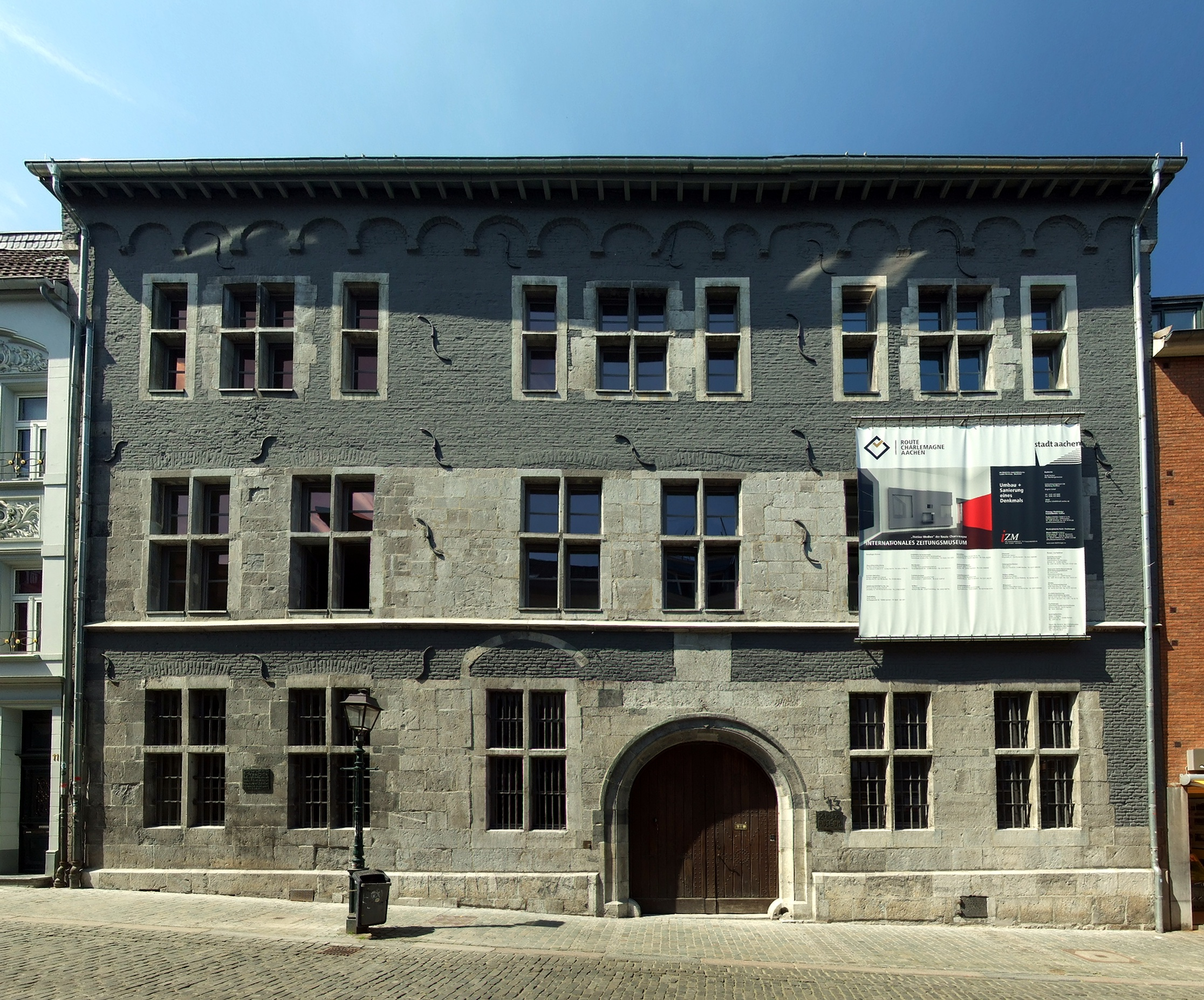
Internationales Zeitungsmuseum

Das Internationale Zeitungsmuseum (Lage) steht als Station der Route Charlemagne unter dem Thema „Medien“.
Karls Bildungsreform umfasste unter anderem die Förderung des Lesens und Kopierens antiker lateinischer Texte, sowohl von heidnischen als auch von christlichen Autoren, das Einrichten von Schreibschulen an den Klöstern und das Verbreiten der karolingischen Minuskel als einer einheitlichen und leicht lesbaren Schrift. Karl legte eine Hofbibliothek an und erweiterte sie ständig. Wesentlich beteiligt an der Bildungsreform war Karls Berater Alkuin. Die karolingische Minuskel wurde zur Grundlage unserer gedruckten Kleinbuchstaben. Im 15. Jahrhundert nahm die Vervielfältigung von Büchern durch die Erfindung des Buchdrucks einen enormen Aufschwung. Die im 17. Jahrhundert aufkommenden gedruckten Zeitungen entwickelten sich zu Massenmedien.
Das um 1495 errichtete Große Haus von Aachen an der Pontstraße ist eines der wenigen Bauwerke, die den Stadtbrand von Aachen 1656 weitgehend unbeschädigt überstanden haben. Seit 1931 ist darin das Zeitungsmuseum der Stadt Aachen untergebracht, das auf eine Privatsammlung von Oscar von Forckenbeck zurückgeht. Die Sammlung umfasst etwa 200.000 Zeitungen aus dem 17. bis 21. Jahrhundert. Viele davon sind digital einsehbar. Vermittelt werden auch der Weg vom Ereignis zur Nachricht und die technischen Entwicklungen, die Zeitungen zu Massenmedien machten.

### SuperC

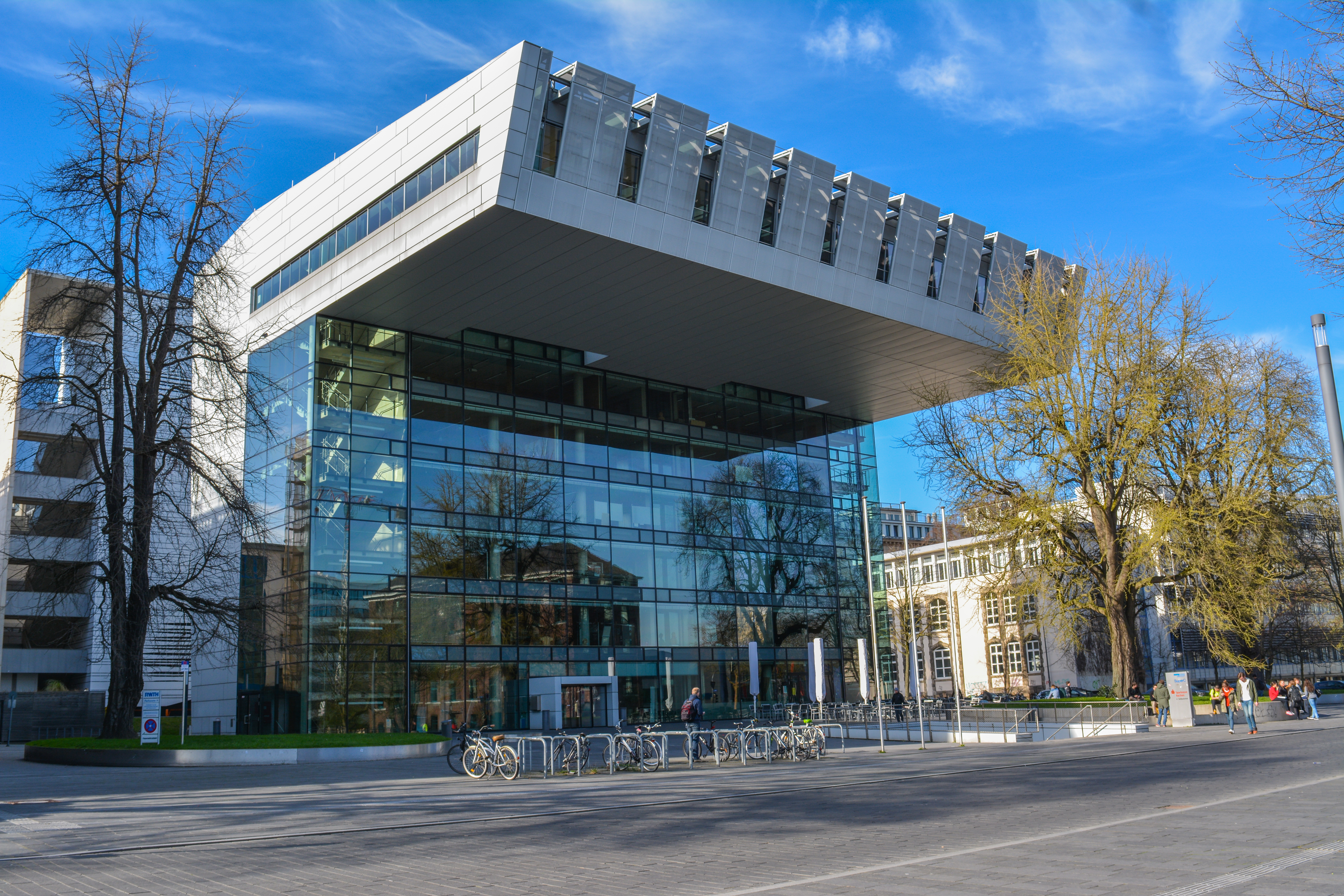
SuperC

Das SuperC (Lage) steht als Station der Route Charlemagne unter dem Thema „Wissenschaft“.
Karl der Große sammelte Gelehrte aus ganz Europa an seinem Hof, darunter Alkuin, Paulinus II. von Aquileia, Paulus Diaconus und Theodulf von Orléans. Die Hofschule in Aachen diente dem Sammeln und Überliefern des antiken Wissens und wurde zu einem Zentrum der Gelehrsamkeit, vor allem in den Bereichen der Theologie und der Geschichtsschreibung, sowie der Dichtung.
Für Gelehrsamkeit in Aachen steht seit 1870 die Polytechnische Schule, aus der sich später die RWTH Aachen entwickelte, mit ihrem Hauptgebäude am Templergraben. Sie ist als Exzellenzuniversität in Forschung und Lehre anerkannt und hat mehr als 40.000 Studierende. Das 2006–2008 direkt neben dem Hauptgebäude errichtete SuperC vereinigt Dienstleistungen für Studierende unter einem Dach. Ausstellungsflächen ermöglichen mit Wechselausstellungen einen Einblick in laufende Forschungsprojekte.

## Geplante Stationen

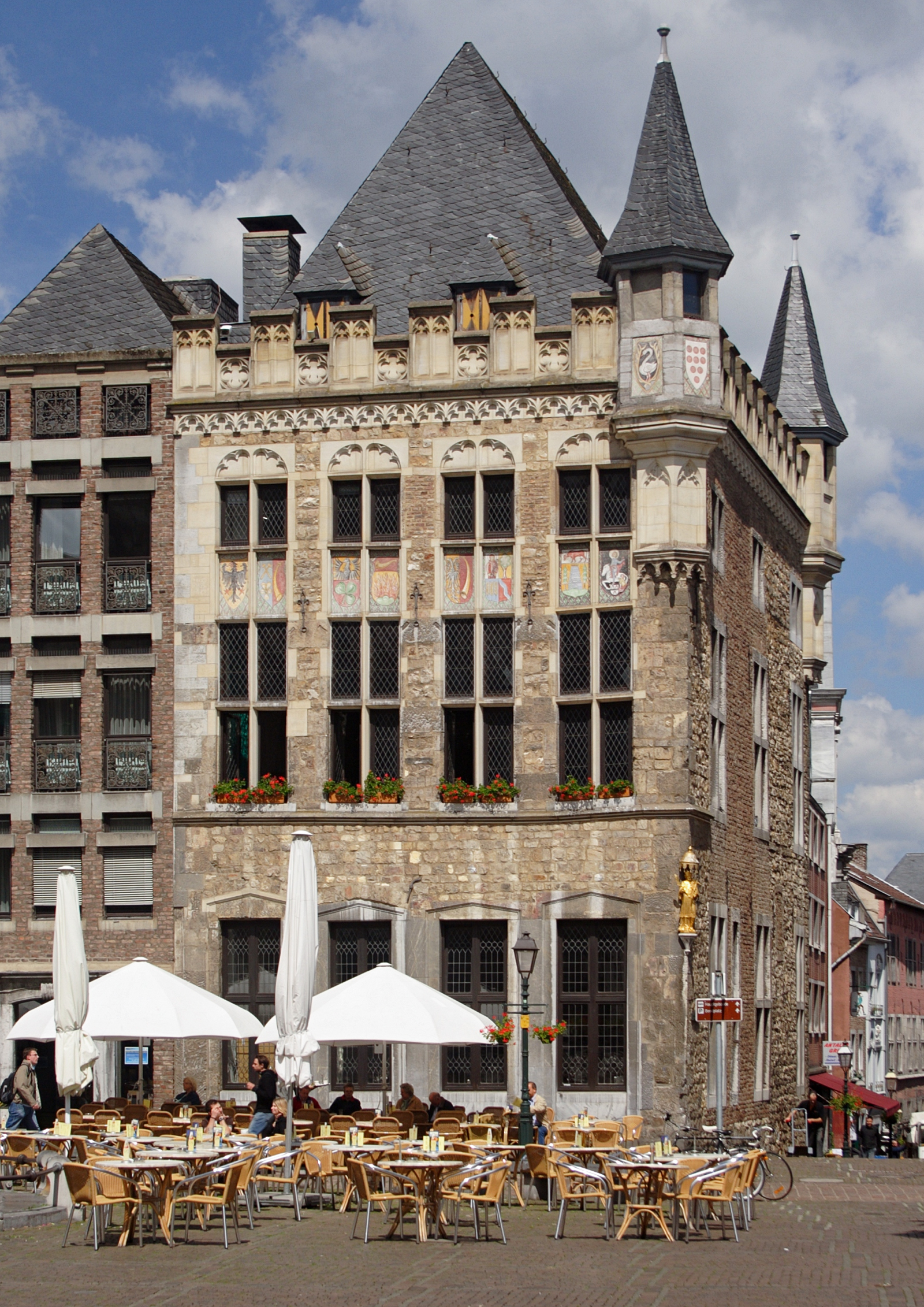
Haus Löwenstein

Das Haus Löwenstein am Markt war von 2009 bis zur Eröffnung des Centre Charlemagne 2014 die Infostelle der Route Charlemagne. Anschließend sollte es als Station der Route für das Thema „Wirtschaft“ eingerichtet werden, was jedoch nicht erfolgt ist.
Ursprünglich sollte die Kirche St. Paul die Station zum Thema Religion werden. Mit der Umwidmung und dem Umbau des Kirchengebäudes zum bischöflichen Diözesanarchiv wurde diese Idee jedoch nicht weiter verfolgt. Der Aachener Dom stand als Originalzeugnis aus der Zeit Karls des Großen anfangs nicht für ein besonderes Thema und wurde erst 2009 dem Thema Religion zugeordnet.
Gegenüber der Kirche St. Michael sollte ein kleiner Park geschaffen werden, dessen Gestaltung als „Euregiopark“ symbolhaft auf die sprachliche und kulturelle Vielfalt im belgisch-niederländisch-deutschen Grenzgebiet rings um Aachen herum verweisen sollte. Auch dieses Projekt wurde nicht verwirklicht.

## Im Spiegel der Kunst

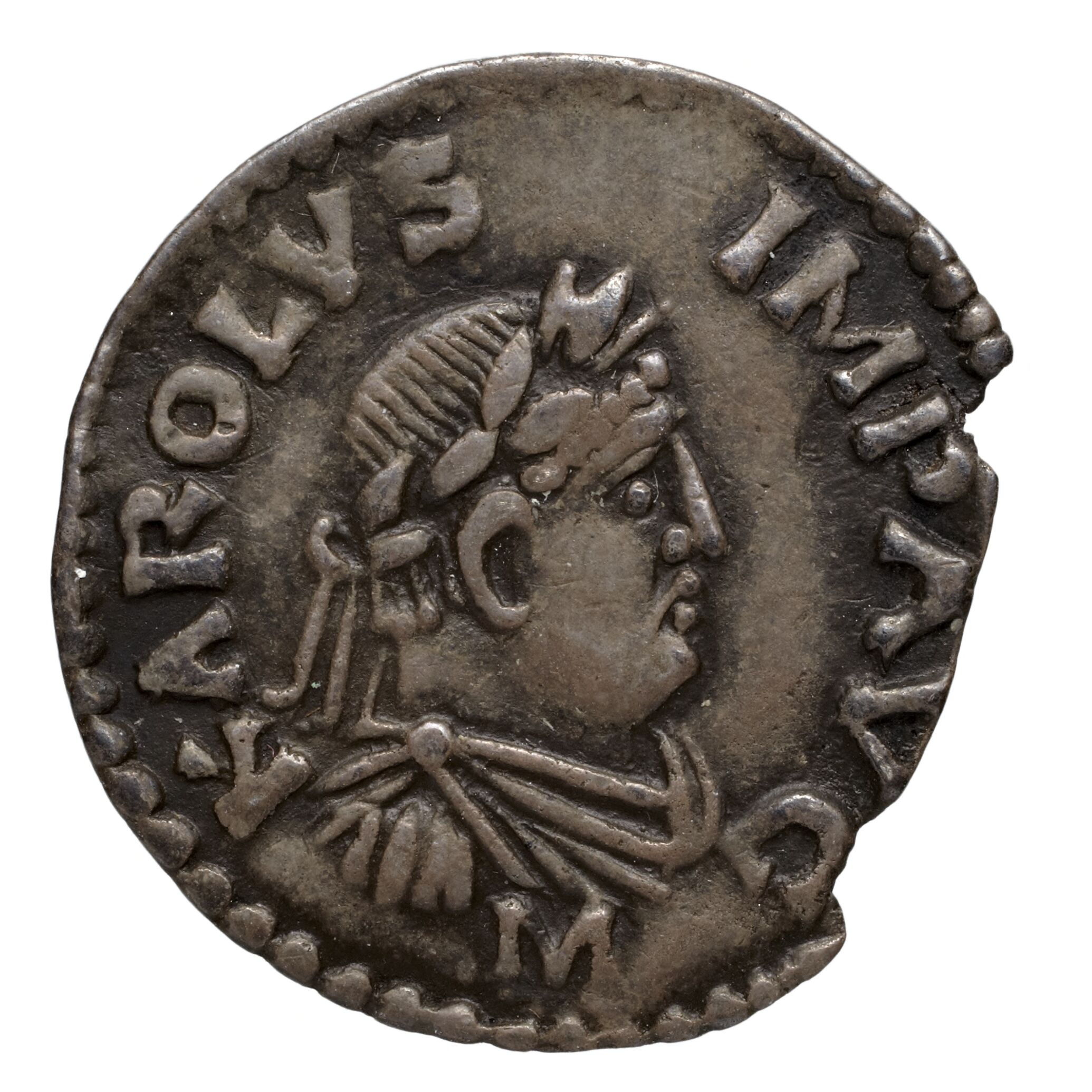
Idealporträt Karls des Großen auf einem Denarius des 9. Jahrhunderts

Als Ergänzung zu der realen Route durch die Stadt bot die Website der Route Charlemagne unter dem Titel Im Spiegel der Kunst auch einen virtuellen Rundgang durch Stationen im Leben Karls des Großen und die Auswirkungen seiner Entscheidungen, die anhand späterer bildlicher und bildhauerischer Darstellungen erläutert wurden.
Eine realistische Darstellung Karls des Großen aus seiner Zeit ist nicht überliefert. Die einzigen zeitgenössischen Darstellungen sind idealtypische Porträts auf Münzen. Einhard beschreibt Karl als:

„kräftig und stark, dabei von hoher Gestalt... Er hatte einen runden Kopf, seine Augen waren sehr groß und lebhaft, die Nase etwas lang; er hatte schöne graue Haare und ein heiteres und fröhliches Gesicht.“

Eine Bildergalerie auf der Webseite zeigte Darstellungen Karls unter anderem in Gemälden, Fresken, Buchmalereien, Statuen und Reliefs. Die dazu gehörenden Kurzkommentare vermittelten dem Besucher der Website in mehreren Abschnitten Informationen, die sich mit den Taten und Eigenschaften Karls auseinandersetzten. Nach Themen gegliedert beschrieben diese Kurzporträts Karl als der unbekannte, regierende, fromme, grausame, ideale, väterliche, weltoffene, bürgerliche, badende, verschleierte und europäische Karl. Dabei bezog sich die Bildergalerie vorrangig auf Einhards Schrift Vita Karoli Magni und auf Darstellungen Karls in der Kunst. Unter dem Titel Der digitale Karl  wurde Karl als Spielercharakter in dem Computerspiel Civilization IV: Beyond the Sword präsentiert.

## Festival „across the borders“
Von 2008 bis 2018 war das international ausgerichtete sparten- und grenzenübergreifende Kulturfestival across the borders Teil der Route Charlemagne. Es wurde veranstaltet vom Kulturbetrieb der Stadt Aachen unter Leitung von Rick Takvorian, der auch das Schrittmacher Festival verantwortet, und unterstützt von zahlreichen Sponsoren. Across the borders erstreckte sich anfangs über vier Sommermonate und wurde ab 2011 auf ein bis zwei Monate komprimiert. Es bot mit renommierten Künstlerinnen und Künstlern sowie Gruppen aus dem In- und Ausland unter einem jährlich wechselnden Motto Musik, Tanz, Performance, Bildende Kunst sowie Literatur und Filme an. Das Festival integrierte darüber hinaus unter anderem das deutsch-niederländische Literaturfestival „Literarischer Sommer“ und den „deutsch-arabischen Lyriksalon“. Im Jahr 2018 war across the borders Teil des „Rheinischen Kultursommers“.
Die Einzeldarbietungen im Rahmen des Festivals fanden überwiegend auf öffentlichen Plätzen in der Stadt wie beispielsweise auf dem Marktplatz, dem Katschhof, dem „Hof“, in den Grünanlagen Elisenbrunnen oder Kennedypark sowie in den Räumen des Ludwig Forums, der Citykirche oder der Aula Carolina statt.